# Liste der deutschen Botschafter in Schweden
Die Liste der deutschen Botschafter in Schweden verzeichnet alle Botschafter des Deutschen Reichs und der Bundesrepublik Deutschland in Schweden. Sitz der Botschaft ist die Deutsche Botschaft Stockholm.

## Botschafter

### Gesandte des Deutschen Reiches

Emil von Richthofen

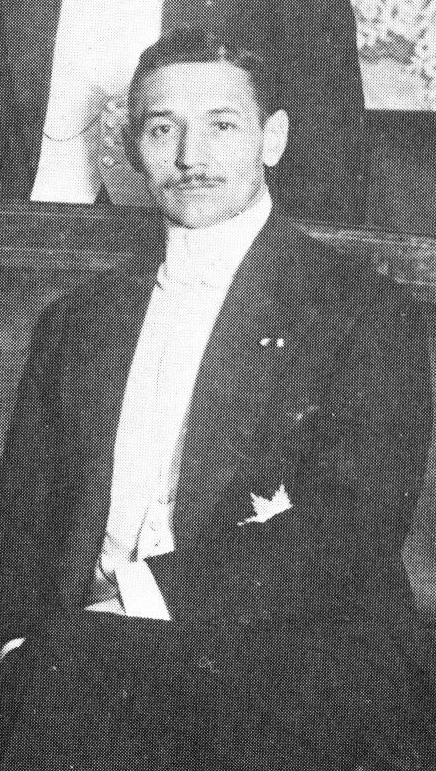
Rudolf Nadolny (1917)

| Name                                  | Amtszeit  | Anmerkungen                                        |
| ------------------------------------- | --------- | -------------------------------------------------- |
| Emil von Richthofen                   | 1867–1874 |                                                    |
| Friedrich von Eichmann                | 1874–1875 |                                                    |
| Richard von Pfuel                     | 1876–1888 | Gesandter für das Königreich Schweden und Norwegen |
| Clemens Busch                         | 1888–1892 |                                                    |
| Karl von Wedel                        | 1892–1894 |                                                    |
| Hippolyt von Bray-Steinburg           | 1894–1897 |                                                    |
| Nikolaus von Wallwitz                 | 1897–1901 | Gesandter für das Königreich Schweden und Norwegen |
| Casimir von Leyden                    | 1901–1905 |                                                    |
| Felix von Müller                      | 1905–1907 |                                                    |
| Carl von Pückler-Burghauß             | 1908–1910 |                                                    |
| Franz von Reichenau                   | 1911–1914 |                                                    |
| Hellmuth Freiherr Lucius von Stoedten | 1914–1920 | Gesandter                                          |
| Rudolf Nadolny                        | 1920–1924 | Gesandter                                          |
| Frederic von Rosenberg                | 1924–1933 | Gesandter                                          |
| Viktor Prinz zu Wied                  | 1933–1943 | Gesandter                                          |
| Hans Thomsen                          | 1943–1945 | Gesandter                                          |

### Botschafter der Bundesrepublik Deutschland
| Name                               | Amtszeit  | Anmerkungen                                 |
| ---------------------------------- | --------- | ------------------------------------------- |
| Kurt Sieveking                     | 1951–1953 | Generalkonsul                               |
| Herbert Siegfried                  | 1954–1958 |                                             |
| Hans-Ulrich von Marchtaler         | 1958–1961 |                                             |
| Karl Werkmeister                   | 1961–1963 |                                             |
| Hans Ulrich Granow                 | 1963–1964 |                                             |
| Gustav von Schmoller               | 1964–1968 |                                             |
| Adolf Max Obermayer                | 1968–1972 |                                             |
| Heinz Dietrich Stoecker            | 1972–1976 |                                             |
| Heinz Voigt                        | 1976–1978 |                                             |
| Joseph J. Thomas                   | 1978–1981 |                                             |
| Jesco von Puttkamer                | 1981–1984 |                                             |
| Gerhard Ritzel                     | 1984–1988 |                                             |
| Reinhold Schenk                    | 1988–1992 |                                             |
| Harald Hofmann                     | 1992–1997 |                                             |
| Klaus-Hellmuth Ackermann           | 1998–2001 |                                             |
| Bernd von Waldow                   | 2001–2003 |                                             |
| Busso von Alvensleben              | 2003–2006 |                                             |
| Wolfgang Trautwein                 | 2006–2008 |                                             |
| Joachim Rücker                     | 2008–2011 |                                             |
| Harald Kindermann                  | 2011–2014 |                                             |
| Michael Bock                       | 2014–2016 |                                             |
| Hans-Jürgen Heimsoeth              | 2016–2019 |                                             |
| Anna Elisabeth Prinz               | 2019–2021 |                                             |
| Joachim Bertele Christina Beinhoff | seit 2021 | gemeinsam akkreditiert (Job-Sharing-Modell) |

## Diplomatische Vertreter deutscher Staaten vor 1871

### Sächsische Vertreter
Das Kurfürstentum Sachsen entsandte spätestens seit 1722 diplomatische Vertreter nach Schweden. Diese hatten den Rang eines bevollmächtigten Ministers, außerordentlichen Gesandten, Residenten oder Legationssekretärs.
- 1722–1727: Martin (von) Frensdorff
- 1727–1732: Johann Christoph Walther
- 1731–1737: Adam Adolph von Uetterodt

- 1738–1744: Johann Christoph Walther
- 1744–1745: Johann Heinrich von Tirzschkau
- 1745–1750: Nicolaus von Suhm
- 1750–1753: Johann Heinrich von Titzschkau
- 1753–1763: Carl von der Osten-Sacken
- 1762–1765: Johann Heinrich von Titzschkau
- 1768–1776: Friedrich August von Zinzendorf